# Datum (dagaanduiding)
De datum (meervoud: data/datums) is de aanduiding van een bepaalde dag volgens een kalender. Data spelen in het maatschappelijk leven een grote rol, onder andere in formele documenten. De aanduiding bestaat vrijwel altijd uit meerdere elementen; in de meeste hedendaagse kalendersystemen zijn dat het jaartal, de maand en een dagnummer binnen de maand, eventueel aangevuld met de dag van de week.
Soms noemt men een weeknummer, de dag van de week en het weekjaar, maar veel mensen (mogelijk afhankelijk van het land en/of het werk dat men doet) zijn daar minder mee vertrouwd. Veel elektronische klokken, bijvoorbeeld op telefoons, geven ook niet standaard een weeknummer aan.
Vooral in het verleden waren ook andere manieren gangbaar om een dag aan te duiden, zoals met verwijzingen naar feestdagen.

## Gebruik van data
Data hebben een functie in de communicatie tussen mensen, zoals wanneer ze activiteiten willen plannen. Mensen kunnen data gebruiken in hun persoonlijke administratie en ze staan op producten als houdbaarheidsdatum.
Bij formele documenten kan de dagtekening van belang zijn voor de geldigheid. Zo geeft een datum op een kwitantie of kassabon aan wanneer iets betaald is, wat van belang kan zijn voor financiële administratie, belastingen en wanneer men een product wil ruilen. Op een contract of formulier geeft de datum (dagtekening) aan wanneer het document ingevuld en ondertekend is: de bekrachtiging van het document. Vaak staan de plaatsnaam en datum van ondertekening direct voor of bij de handtekening zelf. Als verschillende betrokkenen een bepaald document op een eigen moment kunnen ondertekenen, heeft elke handtekening een eigen plaats en datum. In de aanhef van een notariële akte staat altijd een dagtekening; aan het eind ervan, bij de ondertekening, wordt deze meestal niet herhaald. Ook bij een brief schrijft men de datum bovenaan, voorafgegaan door de plaatsnaam. Een poststempel bevat eveneens een datum.

## Schrijfwijze (datumnotatie)

### Elementen
De verschillende elementen van een datum zijn het jaartal, de maand en het dagnummer.
- Het jaartal kan in vier of in twee cijfers gegeven worden, in het laatste geval eventueel voorafgegaan door een apostrof, dus bijvoorbeeld 2025 of ’25. Zie ook de notatie van jaartallen.
- De maand kan worden aangegeven met het volgnummer of met de al dan niet afgekorte naam. Wordt het volgnummer gebruikt, dan kan men al dan niet een voorloopnul gebruiken.
- Het dagnummer kan eveneens met of zonder voorloopnul vermeld worden.
- een datum kan ook een palindroomdag zijn: zo was 22 februari 2022 (22.02.2022) een palindroomdag; de volgende is 3 februari 2030 (03.02.2030).[1]

### Volgorde
De elementen worden niet overal in dezelfde volgorde geschreven. Met name in de volgorde van dag en maand komen verschillen voor. Zo is in het Nederlands taalgebied de volgorde dag-maand-jaar gebruikelijk, terwijl men in de Verenigde Staten de volgorde maand-dag-jaar hanteert. In Japan is het jaar-maand-dag, wat ook elders wel gebruikt wordt omdat dit makkelijker is bij het sorteren van data, zoals in namen van computerbestanden.

- ■ dag-maand-jaar ■ jaar-maand-dag ■ maand-dag-jaar   dag-maand-jaar en jaar-maand-dag   dag-maand-jaar en maand-dag-jaar   maand-dag-jaar en jaar-maand-dag ■ maand-dag-jaar, dag-maand-jaar en jaar-maand-dag

### Scheidingstekens
Indien de maand met het volgnummer aangegeven wordt, worden tussen de elementen vaak scheidingstekens geschreven. De meest voorkomende scheidingstekens zijn:
- de spatie ( )
- de punt (.)
- de schuine streep (/)
- het koppelteken (-)

### Resultaat
De combinatie van wisselende vorm en volgorde van elementen en scheidingstekens, leidt tot een veelvoud van schrijfwijzen voor bijvoorbeeld de datum van vandaag, waaronder (maar niet beperkt tot):
15 05 2025
15.05.2025
15/05/2025
05-15-2025
2025-05-15 (lexicografische volgorde)
Bij internationale correspondentie kunnen misverstanden ontstaan. Zonder achtergrondkennis is niet op voorhand te zeggen of 09/11/2001 slaat op
- 11 september 2001
- 9 november 2001

### ISO-standaard
Om eenheid te brengen in de landelijk verschillende weergaven van data en omdat het voor het sorteren van data handiger is als het jaartal vooraan staat (lexicografische volgorde), schrijft ISO 8601 (waarin ook een internationale tijdnotatie vastgelegd is) de volgorde jaar-maand-dag voor, in respectievelijk 4, 2 en 2 cijfers: 2025-05-15.

## Datum zonder jaartal
Een datum zonder jaartal wordt gebruikt als het jaar uit de context blijkt. Meestal vermeldt men dan de dag van de maand en de maand; het is dan gemakkelijk om ook de dag van de week te vermelden. Een andere mogelijkheid is om het weeknummer en de dag van de week te vermelden, maar zoals gezegd zijn veel mensen daar minder mee vertrouwd.
Een datum zonder jaartal wordt ook gebruikt als die jaarlijks van toepassing is. Dit is dan meestal de dag van de maand en de maand, zoals een verjaardag, gedenkdagen, sommige feestdagen, en de ingangsdatum van het belastingjaar.

## Herkomst
Het woord 'datum' is afgeleid van het Latijnse voltooid deelwoord 'datum' van het werkwoord 'dare' (geven), en betekent dus 'gegeven'. Onder veel Latijnse geschriften en brieven stond als afsluiting iets als: "datum die nativitatis S. Ioannis A. D. MCCCL" ("gegeven op de (geboorte)dag van Johannes de Doper in het jaar des Heren 1350").